# Kathu Pan
Kathu Pan (cuvette de Kathu, en français) est le nom d'un ensemble de sites préhistoriques, situés dans et autour de Kathu (en), une ville minière de la province du Cap-Nord, en Afrique du Sud. Les sites comprennent une série de gisements karstiques de plein-air, au nord-ouest de la ville, un vaste gisement d'artéfacts, les Kathu Townlands, à l'est de Kathu (aujourd’hui gagné par l'extension urbaine), et des gisements de bifaces situés dans des fermes plus à l'est. Tous ces sites font l’objet de fouilles archéologiques toujours en cours.

## Paléolithique inférieur
Kathu Townlands, l'une des zones archéologiques les plus riches de Kathu, a livré des dizaines de milliers d'outils lithiques du Paléolithique inférieur, incluant de nombreux bifaces. Les sites ont été datés entre 1 million d'années et 700 000 ans. La zone est située entre les collines Kuruman à l'est et les montagnes Langberge à l'ouest. Ces découvertes ont été faites en 2013 par des archéologues de l'université du Cap et de l'université de Toronto.
Au nord-ouest de la ville, des traces d'occupation humaine ont été relevées sur plusieurs sites karstiques de la cuvette de Kathu.

Le site Kathu Pan 1 a livré, dans une couche du Paléolithique inférieur (couche 4b), des bifaces de facture soignée.

## Paléolithique moyen
Au-dessus de la couche 4b, la couche 4a a été datée, par la combinaison de la luminescence optiquement stimulée, de la résonance paramagnétique électronique, et des séries de l'uranium, à environ 500 000 ans. L'assemblage d'outils lithiques de la couche 4a se caractérise par une technologie de nucléus préparé, d'où sont issues à la fois des lames et des pointes. Il a été attribué au Fauresmithien.
Les pointes lithiques, qui avaient été exhumées par Peter Beaumont en 1979-1982, ont été datées en 2012 de 500 000 ans. La nature de leur usage est basée en partie sur la comparaison expérimentale de leur usure d’utilisation. Ce seraient les plus anciennes pointes de pierre jamais trouvées. Des armes à pointe lithique emmanchée, formant des lances, auraient ainsi été employées pour chasser le gros gibier environ 200 000 ans plus tôt qu’on le pensait auparavant.
La seule espèce humaine connue à cette époque en Afrique est Homo rhodesiensis. Les chasseurs-cueilleurs modernes utilisent de tels lances pour abattre le gros gibier dans le cadre de chasses coopératives. Les hommes de Kathu Pan le faisaient peut-être déjà il y a 500 000 ans.